# Cryptocreagris steinmanni
Espèce
Cryptocreagris steinmanni est une espèce de pseudoscorpions de la famille des Neobisiidae.

## Distribution
Cette espèce est endémique du Colorado aux États-Unis. Elle se rencontre dans le comté de Garfield dans les grottes Glenwood Caverns and Historic Fairy Caves.

## Description
Le mâle holotype mesure 4,56 mm, les mâles mesurent de 3,60 à 4,56 mm et les femelles de 4,41 à 4,77 mm.

## Étymologie
Cette espèce est nommée en l'honneur de David B. Steinmann.

## Publication originale
- Harvey & Muchmore, 2010 : Two new cavernicolous species of the pseudoscorpion genus Cryptocreagris from Colorado (Pseudoscorpiones: Neobisiidae). Subterranean Biology, vol. 7, no 62, p. 55-64.